# 伍斌
伍斌（1967年9月—），男性，汉族，福建泰宁人，1990年8月参加工作，1992年6月加入中国共产党。中华人民共和国政治人物，现任厦门市委副书记、市长。

## 人物经历
伍斌早年在福建师范大学就读，毕业后回到三明市，曾担任三明市人民政府副秘书长、政府办主任。2011年6月，转任中共尤溪县委书记。由於在尤溪县任内政績優異，在2015年6月，伍斌被中共中央組織部授予「全國優秀縣委書記」稱號，並受到中共中央總書記習近平的會見。
2015年11月，来到福建省会福州市，升任福建省农业厅（中共福建省委农村工作领导小组办公室）副厅长（副主任）。2017年6月，接替因车祸逝世的廖俊波，出任中共南平市委常委、人民政府常务副市长。
2021年1月，回到福州市，同时升任福建省退役军人事务厅厅长，同年10月，转任福建省应急管理厅厅长。2023年2月，任福建省人民政府秘书长。
2024年9月，转任中共厦门市委副书记；9月30日，补选为厦门市人民政府市长，晋升副部级。